# Кукин, Анатолий Васильевич
Анатолий Васильевич Кукин — советский хозяйственный и государственный деятель, лауреат Государственной премии СССР за выдающиеся достижения в труде.

## Биография
Родился в 1941 году в Верхнем Уфалее. Член КПСС.
Окончил СПТУ № 1 города Челябинска по специальности «газоэлектросварщик».
В 1960—2001 — электросварщик корпусного цеха, бригадир электросварщиков цеха корпусов и тележек прессовосварочного производства Челябинского тракторного завода Министерства тракторного и сельскохозяйственного машиностроения СССР, мастер участка АО «ЧТЗ».
Бригада Кукина неоднократно побеждала в соревновании бригад-участниц освоения производства тракторов Т-130, а также в отраслевом социалистическом соревновании.
За большой личный вклад в повышение эффективности машиностроительного производства был в составе коллектива удостоен Государственной премии СССР за выдающиеся достижения в труде 1983 года.
Жил в Челябинске.

## Награды
- Орден Октябрьской Революции (1985)
- Орден Трудового Красного Знамени (1971)